# Tianma
Tianma est un cheval ailé céleste dans la mythologie chinoise, protecteur des vers à soie. Durant la dynastie Zhou, Tianma désignait la constellation du cheval céleste. Tianma est aussi associé à la dynastie Han avec l'empereur Han Wudi, qui appréciait le cheval d'Asie centrale.

## Légende

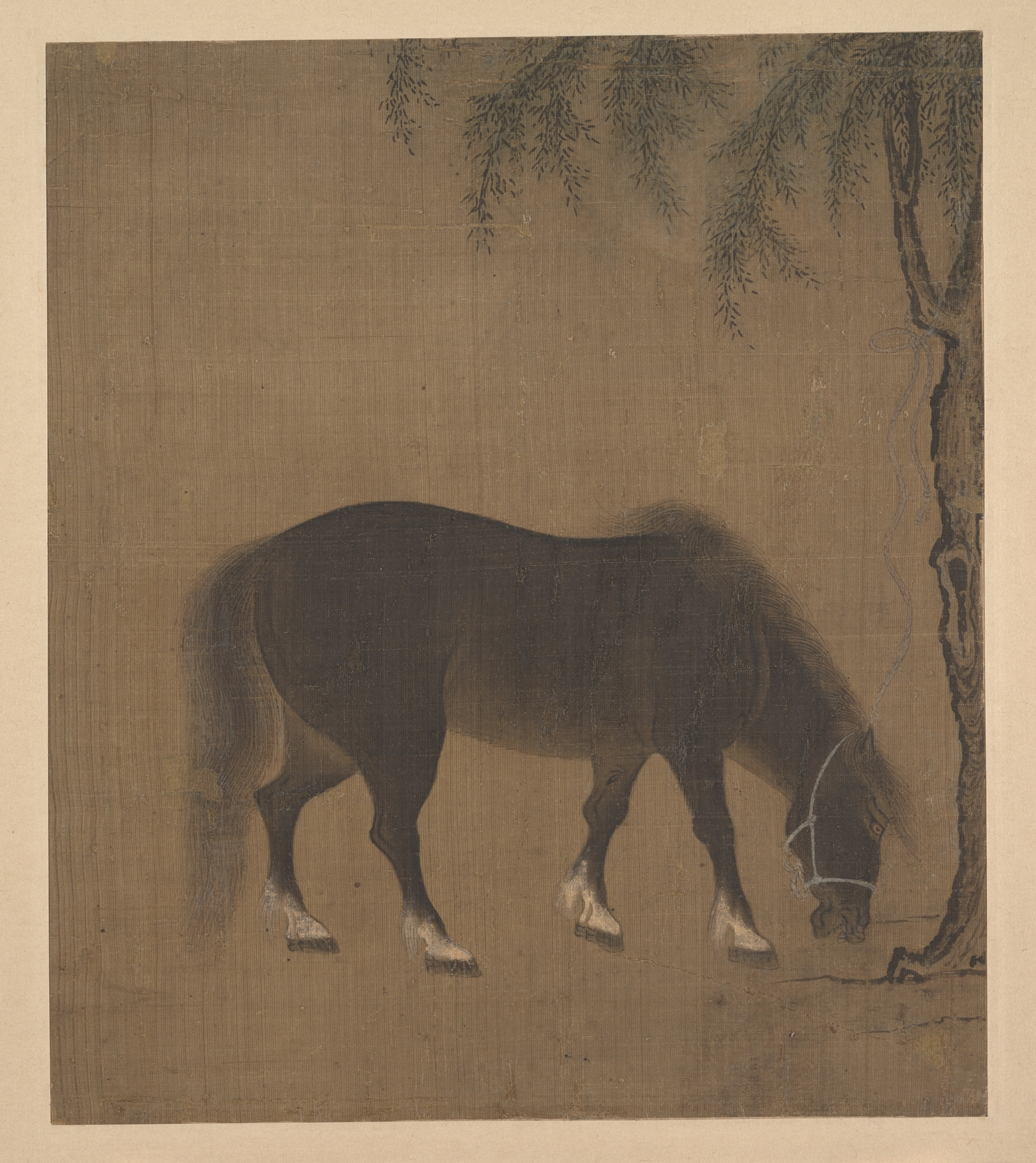
Cheval au pied d'un saule, peinture chinoise sur soie, XVe s.

La légende du cheval céleste est racontée par les chinois sous de nombreuses variantes qui mettent toutes en scène la jeune Cannü, dont le père demeurait prisonnier de bandits depuis un an passé, tandis que l'étalon qui lui servait de monture avait rejoint sa demeure. Cannü prenait grand soin de l'animal, qui était aussi le dernier souvenir de son père, et la mère de Cannü promit la main de sa fille à quiconque ramènerait son père vivant. L’étalon disparut un jour et revint avec l'homme qu'il avait délivré. Cannü retrouva alors sa joie, mais face à la colère que l'animal manifestait chaque jour davantage, la mère de celle-ci finit par révéler à son mari quelle promesse elle avait faite. Ce dernier rit à l'idée que sa fille épouse son cheval, et sans rien dire à personne, tua l'animal d'une flèche entre les deux yeux, le dépeça et fit sécher sa peau.
Cannü découvrit la dépouille du cheval, qui se plaqua contre son propre corps et l’emporta dans les airs. Les parents découvrirent plus tard la peau suspendue aux branches d’un mûrier et leur fille changée en chenille à tête de cheval, dévorant les feuilles de l’arbre tandis que son corps grossissait. Elle sécréta un fil qui la recouvrit complètement, et son père sut que l'étalon qu'il venait de tuer était un dieu.
Le cocon et la peau du cheval finirent par disparaître de l'arbre, et les parents de Cannü crurent leur fille perdue à jamais quand elle réapparut en chevauchant l’étalon auquel des ailes avaient poussé. Cannü venait de trouver place parmi les déesses ;  elle enseigna la production de la soie à ses parents qui transmirent à leur tour ce secret.

## Légendes similaires
La monture du dieu des vents Vâyu est un cheval ailé. On trouve d'autres chevaux fabuleux dans le légendaire chinois : Feima, Longma, Shenma et Hanxuema.